# Extreme Rules (2015)
Extreme Rules (2015) là một sự kiện pay-per-view đấu vật chuyên nghiệp và sự kiện WWE Network tổ chức bởi WWE, diễn ra vào ngày 26 tháng 4 năm 2015 tại Allstate Arena ở Rosemont, Illinois. Đây là sự kiện Extreme Rules thứ 7.
Trong sự kiện diễn ra 8 trận đấu (bao gồm 1 trận ở pre-show). Trong sự kiện chính, Seth Rollins đánh bại Randy Orton trong trậnSteel Cage match để bảo vệ thành công đai WWE World Heavyweight Championship.
Sự kiện có sẵn tại WWE Network trên 140 quốc gia  và có 56.000 lượt mua được bán ra cho pay-per-view (trừ lượt xem ở WWE Network), giảm so với 108.000 lượt mua của năm ngoái.

## Kết quả
| #                                                                                     | Kết quả | Thể loại | Thời gian |
| ------------------------------------------------------------------------------------- | --- | --- | --------- |
| 1P                                                                                    | Neville đánh bại Bad News Barrett                                                                                  | Đấu đơn | 10:36     |
| 2                                                                                     | Dean Ambrose đánh bại Luke Harper                                                                                  | Chicago Street Fight                                                                                         | 56:10     |
| 3                                                                                     | Dolph Ziggler đánh bại Sheamus                                                                                     | Kiss Me Arse match                                                                                           | 9:16      |
| 4                                                                                     | The New Day (Big E và Kofi Kingston) (cùng với Xavier Woods) đánh bại Cesaro and Tyson Kidd (c) (cùng với Natalya) | Tag team match tranh đai WWE Tag Team Championship                                                           | 9:47      |
| 5                                                                                     | John Cena (c) đánh bại Rusev (cùng với Lana)                                                                       | Russian Chain match tranh đai WWE United States Championship                                                 | 13:35     |
| 6                                                                                     | Nikki Bella (c) (cùng với Brie Bella) đánh bại Naomi                                                               | Đấu đơn tranh đai WWE Divas Championship                                                                     | 8:10      |
| 7                                                                                     | Roman Reigns đánh bại Big Show                                                                                     | Last Man Standing match                                                                                      | 19:56     |
| 8                                                                                     | Seth Rollins (c) đánh bại Randy Orton                                                                              | Steel Cage match tranh đai WWE World Heavyweight Championship with the RKO banned and Kane as the gatekeeper | 21:02     |
| - (c) – chỉ người vô địch bước vào trận đấu - P – chỉ trận đấu diễn ra trong pre-show | | |           |

1. ↑  Ambrose and Harper left the arena during the match, with the next two matches starting and ending before Ambrose and Harper returned to the ring to finish their match.
2. ↑  Sheamus refused to fulfill the stipulation, and instead made Ziggler kiss his arse.

## Nhân sự trên màn ảnh khác
| Bình luận viên - Jerry Lawler - John Bradshaw Layfield - Michael Cole - Marcelo Rodríguez (tiếng Tây Ban Nha) - Carlos Cabrera (tiếng Tây Ban Nha) Pre-show Panel - Renee Young - Booker T - Byron Saxton - Corey Graves | Người phỏng vấn - Renee Young Ring announcer - Eden - JoJo Trọng tài - Rudy Charles - Rod Zapata - Jason Ayers - Charles Robinson - Mike Chioda - John Cone |